# یورگن تیله
یورگن تیله (انگلیسی: Jürgen Thiele؛ زادهٔ ۸ اوت ۱۹۵۹) قایقران روئینگ اهل آلمان شرقی بود.